# Segerstedt (Skellefteå)
Segerstedt är en släkt från Skellefteå. Anfader till släkten var soldaten Östen Johansson Tapper (1731–1802), rote nr 118 Drängsmark, som först avancerade till korpral och sedan till sergeant/rustmästare och tog sig namnet Segerstedt. Viktor Segerstedt, Martin Segerstedt och Erland Segerstedt tillhör den släkten.